# (35845) 1999 JM60
1999 JM60 (asteroide 35845) é um asteroide da cintura principal. Possui uma excentricidade de 0.13192150 e uma inclinação de 11.73180º.
Este asteroide foi descoberto no dia 10 de maio de 1999 por LINEAR em Socorro.